# Philipp Jaeger
Philipp Jaeger (* 1. Juni 1994 in Gummersbach) ist ein deutscher ehemaliger Handballspieler.

## Karriere
Philipp Jaeger spielte seit seiner Kindheit beim VfL Gummersbach. Mit der A-Jugend-Mannschaft des VfL wurde er 2012 deutscher Vizemeister. Seit der Saison 2013/14 gehörte der 1,89 Meter große Handballer als Linksaußen zum Kader der Gummersbacher Bundesligamannschaft. 2015 wechselte er in die Schweiz zum HC GS Stäfa, wo er vermehrt auf seiner Vorzugsposition Rückraum-Mitte-Position eingesetzt wurde. Von dort kehrte er im Sommer 2016 nach Deutschland zurück und schloss sich als Mittelmann dem Zweitligisten HC Empor Rostock an. Ein Jahr später wechselte er zum französischen Zweitligisten Cavigal Nizza. Im Januar 2018 schloss er sich dem deutschen Drittligisten SG Leutershausen an. 2021 verließ er die SG. Nach einer Saison beim Drittligisten TuS 82 Opladen musste er verletzungsbedingt seine Karriere beenden.
Jaeger gehörte zum Kader der deutschen Jugendnationalmannschaft, mit der er bei der U-19-Weltmeisterschaft 2013 in Ungarn die Bronzemedaille gewann.
Nach dem Ende seiner aktiven Karriere übernahm er 2022 die Reserve des TuS 82 Opladen.

## Sonstiges
Sein Vater Gunnar Jaeger wurde 1991 mit dem VfL Gummersbach deutscher Meister.